# Lepidophyma flavimaculatum
La lagartija nocturna puntos amarillos (Lepidophyma flavimaculatum) es una especie de lagartija nocturna que pertenece a la familia Xantusiidae. Vive en la región que va desde el sureste de México hasta Panamá.

## Descripción
La lagartija nocturna tropical de puntos amarillos es una de las más grandes entre las lagartijas nocturnas, alcanzando una longitud de 12.7 centímetros (5.0 pulgadas). Su color es casi negro con una serie de puntos amarillos que le corren a los lados del mismo desde la punta de su boca hasta la parte anterior de la cola. Los puntos negros se tornan delgadas y sutiles franjas amarillas al llegar a la cola. También tienen una coloración amarilla en la parte de abajo de su cuerpo. Sus cabezas son suaves y parecidas a las de una serpiente, mientras que sus cuerpos están cubiertos de una piel áspera.
Como todas las lagartijas nocturnas, son animales vivíparos, esto quiere decir que paren a sus crías. En esta especie de lagartijas también se incluyen poblaciones de solo hembras que se reproducen por partenogénesis (reproducción asexual) ubicadas hacia el sur de su frontera en América Central.

## Distribución y hábitat
Su área de distribución incluye el sureste de México (Tamaulipas, Chiapas, Oaxaca), Belice, Guatemala, Honduras, El Salvador, Nicaragua, Costa Rica y Panamá.
Su hábitat natural se compone de bosque tropical y subtropical a elevaciones entre 120 y 940 m s. n. m.
Vive en troncos en descomposición en climas lluviosos.

## Subespecies
Se distinguen las siguientes subespecies:
- Lepidophyma flavimaculatum flavimaculatum A. Duméril, 1851
- Lepidophyma flavimaculatum lineri Smith, 1973
- Lepidophyma flavimaculatum ophiophthalmum Taylor, 1955
- Lepidophyma flavimaculatum tehuanae Smith, 1942
- Lepidophyma flavimaculatum tenebrarum Walker, 1955

## Comportamiento en cautiverio
No son comunes como mascotas ya que las lagartijas nocturnas tropicales de puntos amarillos son agresivas y proporcionan una mordedura dolorosa a cualquiera que las manipule. Los recién nacidos por partenogénesis son manipulables si se les acostumbra desde temprano. Lagartijas como esta, de corteza, no pueden ser domados/domesticados solo manipulándolos; y corren el riego de herirse sus escamas nasales si se les mantiene encerrados en un compartimiento de vidrio cerca de un área de mucho tráfico y sin un lugar apropiado para resguardarse durante el día. El problema más común con los adultos es la muda de escamas, particularmente después que paren, si la humedad no se les mantiene constante. El tiempo estimado de vida de la lagartija nocturna tropical de puntos amarillos es alrededor de 10 a 15 años en la naturaleza.